# Pogson (cráter)

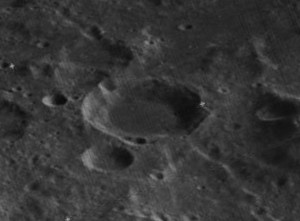
Vista oblicua desde el Lunar Orbiter 3, mirando al sur

Pogson es un cráter de impacto perteneciente a la cara oculta de la Luna, detrás del terminador suroriental. Se encuentra a medio camino entre el cráter inundado de lava Lebedev al suroeste y del cráter Bjerknes al noreste. Más al oeste de Pogson se halla el desigual Mare Australe.
|  |

Se trata de un cráter circular con un borde algo desgastado. Un pequeño cratercillo atraviesa el borde meridional, con una pareja de cratercillos enlazados en el sector noreste del brocal. El suelo interior tiene un albedo ligeramente inferior que el entorno, su perfil es nivelado y casi carece de rasgos distintivos.

## Cráteres satélite
Por convención estos elementos son identificados en los mapas lunares poniendo la letra en el lado del punto medio del cráter que está más cercano a Pogson.
|        | \| Pogson \| Coordenadas \| Diámetro \| \| ------ \| ------------------------------- \| -------- \| \| C \| 41°30′S 111°30′E / -41.5, 111.5 \| 20 km \| \| F \| 42°00′S 114°36′E / -42.0, 114.6 \| 35 km \| \| G \| 42°42′S 112°42′E / -42.7, 112.7 \| 39 km \| |          |
| Pogson | Coordenadas | Diámetro |
| C      | 41°30′S 111°30′E / -41.5, 111.5 | 20 km    |
| F      | 42°00′S 114°36′E / -42.0, 114.6 | 35 km    |
| G      | 42°42′S 112°42′E / -42.7, 112.7 | 39 km    |